# Josh Radnor
Joshua "Josh" Thomas Radnor (Columbus, Ohio, 29 de julio de 1974) es un actor, productor, escritor, director y cantante estadounidense, conocido principalmente por interpretar a Ted Mosby en la sitcom How I Met Your Mother. Actualmente reside en Los Ángeles. Ganó un premio por la audiencia en el Sundance Film Festival en 2010, ganador de un premio Emmy. Debutó como guionista y director con la comedia dramáticy fue nominado al Gran Premio del Jurado.
En 2012, escribió, dirigió y protagonizó su segunda película, Liberal Arts, que se estrenó en el Festival de Sundance de 2012. En 2014, Radnor interpretó a Isaac en la obra de Broadway Disgraced, que fue nominada al Premio Tony a la Mejor Obra. Luego protagonizó como el Dr. Jedediah Foster en la serie dramática de la guerra civil estadounidense Mercy Street, de PBS, Lou Mazzuchelli en la serie musical Rise, y como Lonny Flash en Hunters. En 2024 volvió al teatro actuando en la obra de Itamar Moses The Ally en The Public Theater.

## Biografía
Radnor nació en Columbus, Ohio, en el seno de una familia judía, hijo de Carol Radnor (de soltera Hirsch), consejera de instituto, y Alan Radnor, abogado especializado en negligencias médicas. Radnor tiene dos hermanas.
Creció en Bexley, Ohio, un suburbio de Columbus, y fue educado en el judaísmo conservador. Asistió a la escuela diurna judía ortodoxa Columbus Torah Academy antes de ir al Bexley High School y luego al Kenyon College, donde el departamento de teatro de su escuela le otorgó el premio Paul Newman y durante el cual pasó un semestre (primavera de 1995) formándose en el Instituto Nacional de Teatro en el Eugene O'Neill Theater Center de Waterford, Connecticut.
Se licenció en Arte Dramático en Kenyon en 1996. Radnor obtuvo un máster en Bellas Artes en el programa de posgrado de interpretación de la Tisch School of the Arts de la Universidad de Nueva York en 1999. Radnor participó en un programa de experiencia en Israel en Tzfat con Livnot U'Lehibanot en 1997.

## Trayectoria
En 2001 fue elegido para protagonizar la serie Off centre (WB), pero finalmente el papel lo interpretó Eddie Kaye Thomas. Un año más tarde, Josh debutó en Broadway con la versión teatral de El graduado  junto a Kathleen Turner y Alicia Silverstone. En 2004, Radnor protagonizó The Paris Letter junto a su futuro coprotagonista de Cómo conocí a vuestra madre, Neil Patrick Harris. De 2005 a 2014, Radnor interpretó a Ted Mosby en la comedia de CBS Cómo conocí a vuestra madre, su papel más importante hasta la fecha. La serie duró nueve temporadas y giraba en torno a unos amigos que vivían en Nueva York y encontraban el amor. Actuó junto a Cobie Smulders, Neil Patrick Harris, Jason Segel y Alyson Hannigan.

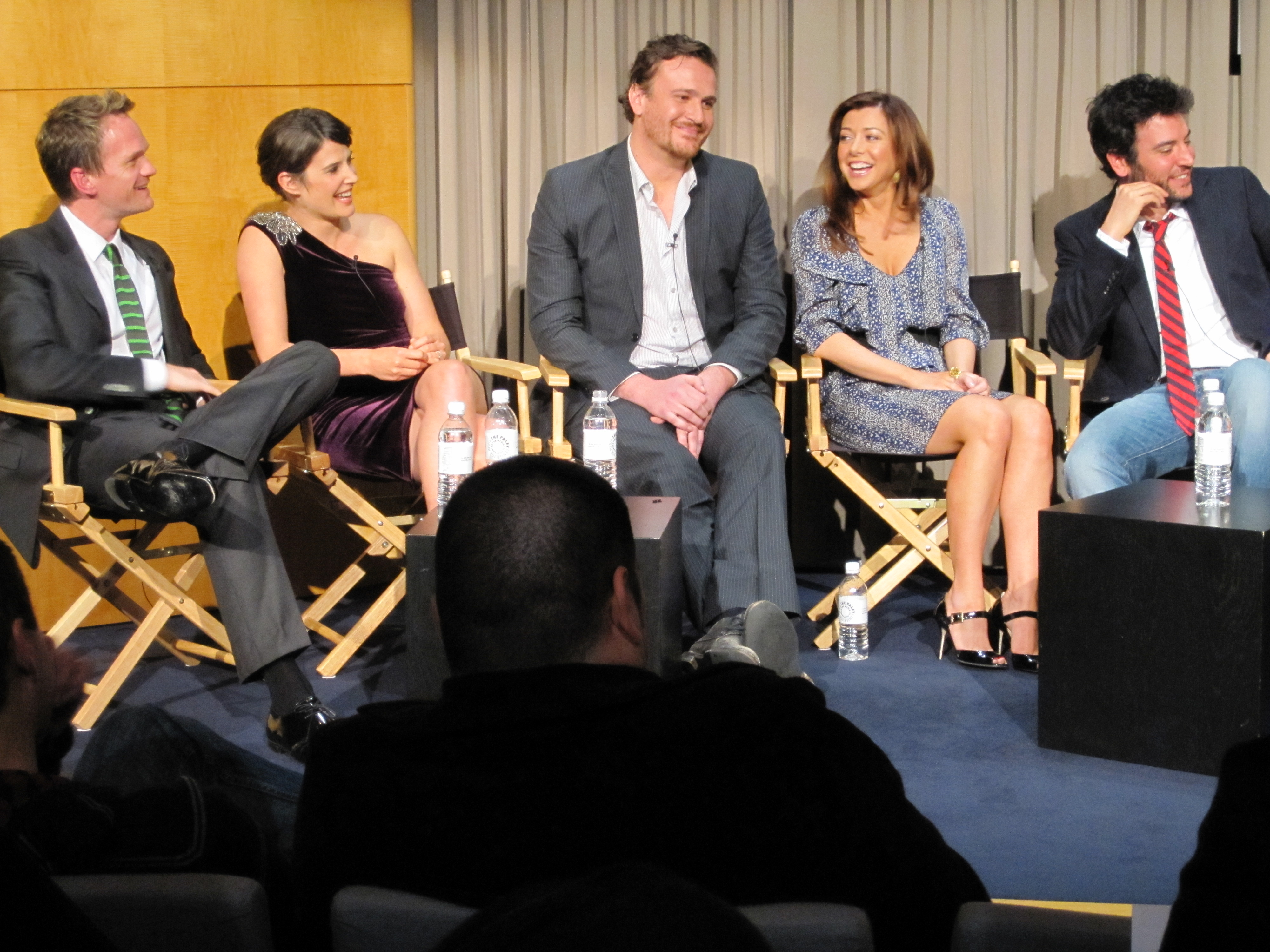
Elenco de How I Met Your Mother

En julio de 2008, protagonizó junto a Jennifer Westfeldt el estreno de la obra Finks, escrita por Joe Gilford y dirigida por Charlie Stratton para New York Stage and Film. Radnor debutó como director con la película Happythankyoumoreplease, en la que fue guionista y protagonista de la comedia dramática de 2010. Su segundo trabajo como director, Liberal Arts, protagonizada por él mismo y Elizabeth Olsen, se estrenó en el Festival de Cine de Sundance el 22 de enero de 2012.  Radnor apareció en la producción de Broadway de Disgraced, que se estrenó el 23 de octubre de 2014 en el Lyceum Theatre. Está listo para dirigir la película de suspense de ciencia ficción The Leaves. De 2016 a 2017 interpretó al doctor Jedediah Foster en el drama médico histórico Mercy Street en PBS.
En octubre de 2016, Radnor también confirmó que forma parte de una banda, Radnor and Lee, con el músico australiano Ben Lee, exintegrante de Noise Addict (y que además tiene en su haber 11 álbumes como solista). Radnor y Lee se conocían desde hacía «doce o trece años, después de conocerse en el plató de Cómo conocí a vuestra madre, y acabaron escribiendo canciones juntos. Su álbum debut, Radnor & Lee, salió a la venta el 10 de noviembre de 2017, recibiendo elogios generalizados y consolidando al dúo como una pareja de artistas consumados», afirmó Rolling Stone.  El 19 de febrero de 2020, Spin anunció el segundo álbum de Radnor y Lee, Golden State, publicado por Flower Moon Records, y estrenó el primer sencillo "Outside In" American Songwriter estrenó más tarde el vídeo del segundo sencillo del álbum, "Simple Harmony". Debido a la pandemia de COVID-19, la fecha de lanzamiento del álbum se retrasó hasta junio de 2020. El EP de debut en solitario de Radnor, One More Then I'll Let You Go, se publicó el 16 de abril de 2021, a través de Flower Moon Records. Rolling Stone estrenó el primer sencillo, "The High Road", el 10 de marzo de 2021, calificándolo de «balada suavemente cadenciosa sobre la ruptura de una amistad en la que canta... que cuenta con profundas texturas de piano, guitarra acústica, órgano y chasquidos de dedos. El segundo sencillo del EP, "You Feel New", se estrenó el 31 de marzo de 2021, con artículos en Rolling Stone, NPR, American Songwriter y Paste Magazine.
De 2020 a 2023 protagonizó como Lonny Flash Amazon Prime serie, Hunters actuando junto a Logan Lerman y Al Pacino. Puso voz a Durpleton en la serie de animación de Netflix Centaurworld (2021). Tuvo un papel recurrente como Adam, uno de los amigos protagonistas, en la serie limitada de FX en Hulu Fleishman Is in Trouble (2022). Actuó junto a Jesse Eisenberg, Lizzy Caplan y Adam Brody. La serie recibió una nominación al premio Primetime Emmy a la mejor serie limitada o antológica. En 2024, Radnor volvió al teatro protagonizando la obra de Itamar Moses The Ally, dirigida por Lila Neugebauer en The Public Theatre.

## Filmografía (destacada)

### Series
| Año         | Serie                    | Personaje                | Nota                                                      |
| ----------- | ------------------------ | ------------------------ | --------------------------------------------------------- |
| 2000        | Bienvenido a Nueva York  | Doug                     | Episodio: "El Pregonero"                                  |
| 2002        | Ley y Orden              | Robert Kitson            | Episodio: "Access Nation"                                 |
| 2002        | The court                | Dylan Hirsch             | 3 episodios.                                              |
| 2003        | ER                       | Keith                    | Episodio: "The Advocate"                                  |
| 2003        | A dos metros bajo tierra | Will Jaffe               | Episodio: "The Trap"                                      |
| 2003        | Miss March               | Andrew                   | Episodio: "I got you babe"                                |
| 2005        | La juez Amy              | Justin Barr              | Episodio: "Too Little, Too Late"                          |
| 2005-2014   | How I Met Your Mother    | Ted Mosby                | Protagonista                                              |
| 2007/2009   | Padre de Familia         | Ted Mosby                | Episodio: "Ningún Chris atrás" y "Los progresos de Peter" |
| 2013        | Malviviendo              | Él mismo / cameo         | Episodio: 3x01 - La cosa está negra                       |
| 2016 - 2017 | Mercy Street             | Dr. Jed Foster           | Protagonista                                              |
| 2018        | Rise                     | Profesor Lou Mazzuchelli | Protagonista                                              |
| 2018        | Anatomía de Grey         | John                     | Episodio: "Momma Knows Best"                              |
| 2020        | Hunters                  | Lonny Flash              | Personaje Principal; 10 episodios                         |
| 2022        | Fleishman is in Trouble  | Adam Epstein             | Personaje recurrente                                      |

### Películas
| Año  | Película                               | Personaje  | Nota                |
| ---- | -------------------------------------- | ---------- | ------------------- |
| 2001 | No es otra estúpida película americana | Tour Guide |                     |
| 2010 | HappyThankYouMorePlease                | Sam Wexler | Director; Guionista |
| 2012 | Amor y Letras                          | Jesse      | Director; Guionista |
| 2013 | Afternoon Delight                      | Jeff       |                     |
| 2016 | The Seeker                             | Padre      |                     |
| 2018 | Amor y disfunción                      | Paul       |                     |